# 特尔纳纳足球俱乐部
特尔纳纳足球俱乐部（Ternana Calcio），意大利特尔尼市的一个足球俱乐部。2011–12赛季，该队获得意大利足球丙一级联赛A组冠军，升入意大利足球乙级联赛。

## 榮譽
- 意大利足球乙级联赛冠军：1971–72